# A Tribute to the Four Horsemen
A Tribute to the Four Horsemen (укр. Данина чотирьом вершникам) — триб'ют-альбом із кавер-версіями пісень рок-гурту Metallica, що вийшов 2003 року.

## Про альбом
В середині 2002 року було повідомлено про те, що на лейблі Nuclear Blast готується вихід збірки кавер-версій американського року-гурту Metallica. Реліз було заплановано на 2 грудня 2022 року, а трекліст складався з одинадцяти пісень у виконанні інших рок-гуртів, таких як In Flames, Nevermore, Primal Fear та інших. До того ж запрошення взяти участь в альбомі отримали, але ще не підтвердили Anthrax, Cannibal Corpse та Motorhead.
Фінальна версія альбому містила 14 пісень. Більшість з них — це рання творчість Metallica з перших чотирьох альбомів, виданих з 1983 по 1991 роки, зокрема, «Phantom Lord» у виконанні іншого гурту «Великої четвірки треш-металу» Anthrax. Єдиним виключенням став вибір гурту The Kovenant, які переробили в стилі індастріал пісню «The Memory Remains», що вийшла 1997 року. Пізніше Nuclear Blast перевидали збірку, трохи змінивши список пісень та виконавців.
На сайті Blabbermouth триб'ют-альбом отримав оцінку 4,5 з 10. На думку оглядача, лише чотири чи п'ять пісень з тринадцяти варті уваги, серед них Therion — «Fight Fire With Fire», Tankard — «Damage Inc.», Anthrax — «Phantom Lord» та The Kovenant — «The Memory Remains».

## Список пісень
| Видання 2002 року | Видання 2002 року                         | Видання 2002 року |
| #                 | Назва                                     | Тривалість        |
| ----------------- | ----------------------------------------- | ----------------- |
| 1.                | «Seek & Destroy» (Primal Fear)            | 7:11              |
| 2.                | «Fight Fire With Fire» (Therion)          | 4:28              |
| 3.                | «Whiplash» (Destruction)                  | 3:33              |
| 4.                | «Phantom Lord» (Anthrax)                  | 4:29              |
| 5.                | «Fade To Black» (Sonata Arctica)          | 5:43              |
| 6.                | «Master Of Puppets» (Burden of Grief)     | 9:08              |
| 7.                | «My Friend Of Misery» (Dark Tranquillity) | 5:25              |
| 8.                | «One» (Crematory)                         | 4:25              |
| 9.                | «Eye Of The Beholder» (In Flames)         | 5:30              |
| 10.               | «The Thing That Should Not Be» (Primus)   | 6:44              |
| 11.               | «Harvester Of Sorrow» (Apocalyptica)      | 6:14              |
| 12.               | «Battery» (Die Krupps)                    | 5:19              |
| 13.               | «Wherever I May Roam» (Sinner)            | 5:16              |
| 14.               | «Motorbreath (Live)» (Rage)               | 3:04              |

| Перевидання 2003 року | Перевидання 2003 року                      | Перевидання 2003 року |
| #                     | Назва                                      | Тривалість            |
| --------------------- | ------------------------------------------ | --------------------- |
| 1.                    | «Seek & Destroy» (Primal Fear)             | 7:11                  |
| 2.                    | «Fight Fire With Fire» (Therion)           | 4:28                  |
| 3.                    | «Whiplash» (Destruction)                   | 3:33                  |
| 4.                    | «Phantom Lord» (Anthrax)                   | 4:29                  |
| 5.                    | «Fade To Black» (Sonata Arctica)           | 5:43                  |
| 6.                    | «Master Of Puppets» (Burden of Grief)      | 9:08                  |
| 7.                    | «My Friend Of Misery» (Dark Tranquillity)  | 5:25                  |
| 8.                    | «One» (Crematory)                          | 4:25                  |
| 9.                    | «Eye Of The Beholder» (In Flames)          | 5:30                  |
| 10.                   | «Welcome Home (Sanitarium)» (Thunderstone) | 5:06                  |
| 11.                   | «The Memory Remains» (The Kovenant)        | 4:31                  |
| 12.                   | «Wherever I May Roam» (Sinner)             | 5:16                  |
| 13.                   | «Damage Inc.» (Tankard)                    | 5:10                  |